# Mimus polyglottos
Mimus polyglottos là một loài chim trong họ Mimidae.
Loài chim này được tìm thấy phổ biến ở Bắc Mỹ. Chúng phân bố trên một khu vực từ phía bắc nước Mỹ tới Brasil. Tại Hoa Kỳ, loài chim nhại này chủ yếu sinh sống ở các khu vực đô thị. Chiều dài trung bình của chúng là 27 cm. Chúng hót suốt ngày đêm và sẵn sàng liều chết để bảo vệ tổ.
Loài chim nhại Bắc Mỹ này có khả năng bắt chước tiếng hót của hơn 20 loài chim khác. Với mỗi kiểu giọng mới, chúng chỉ cần 10 phút để nhại lại. 
Các nhà khoa học thuộc Đại học Florida phát hiện ra rằng chim nhại ở đô thị có thể phân biệt mặt người và sẵn sàng tấn công những cá nhân mà chúng cho là nguy hiểm.
Loài chim nhại này là một loài ăn tạp. Chúng ăn cả côn trùng và trái cây. Chúng thường được tìm thấy trong các khu vực mở và cạnh bìa rừng nhưng kiếm thức ăn thô trong vùng đất đồng cỏ. Chúng sinh sản ở đông nam Canada, Hoa Kỳ, phía bắc México, Bahamas, quần đảo Cayman và Greater Antilles. Loài này được thay thế xa hơn về phía nam bởi loài bà con đang tồn tại gần nhất của nó, chim nhại nhiệt đới. Chim nhại Socorro, loài nguy cấp, cũng liên quan chặt chẽ, trái với quan điểm trước. Chim nhại Bắc Mỹ được liệt kê vào nhóm loài ít quan tâm theo Liên minh Quốc tế Bảo tồn Thiên nhiên (IUCN).

### Sách
- Derrickson, K. C. and R. Breitwisch. 1992. Northern Mockingbird (Mimus polyglottos). In The Birds of North America, No. 7 (A. Poole, P. Stettenheim, và F. Gill, Eds.). Philadelphia: The Academy of Natural Sciences; Washington, DC.: The American Ornithologists’ Union.

### Bài viết
- Acosta M & Mugica L. (1989). Reproductive Ecology of miền bắc Mockingbird Mimus-Poliglottos-Orpheus in the Coastal Thorny Thicket of the National Botanical Garden. Revista del Jardin Botanico Nacional. vol 9, no 2. p. 109-114.
- Arnold JR. (1980). Distribution of the Mockingbird Mimus-Polyglottos in California USA. miền tây Birds. vol 11, no 2. p. 97-102.
- Baker MC. (1968). Feeding Perching Behavior in the Mockingbird Mimus-Polyglottos Ecology. Condor. vol 70, no 3.
- Balat F & De Las Pozas G. (1981). The Breeding of Mimus-Polyglottos and Zenaida-Macroura in a Peripheral Part of Havana Cuba. Folia Zoologica. vol 30, no 4. p. 339-352.
- Balat F & Delaspozas G. (1981). DATA ON THE BREEDING OF MIMUS-POLYGLOTTOS AND ZENAIDA-MACROURA IN A PERIPHERAL PART OF HAVANA. Folia Zoologica. vol 30, no 4. p. 339-352.